# Syvänsuonmäki
Syvänsuonmäki är en kulle i Finland. Den ligger i Fredrikshamn i landskapet Kymmenedalen, i den södra delen av landet, 130 km nordost om huvudstaden Helsingfors. Toppen på Syvänsuonmäki är 57 meter över havet.
Terrängen runt Syvänsuonmäki är platt, och sluttar söderut.  Trakten runt Syvänsuonmäki är nära nog obefolkad, med mindre än två invånare per kvadratkilometer. I omgivningarna runt Syvänsuonmäki växer i huvudsak barrskog.